# Argomuellera
Argomuellera Pax é um género botânico pertencente à família Euphorbiaceae, subfamília Acalyphoideae, tribo Pycnocomeae, subtribo Pycnocominae.
As espécies do gênero são nativas da Tailândia, Malásia e Nova Guiné.

## Sinonímia
- Neopycnocoma Pax
- Wetriaria Pax

## Espécies
Formado por 13 espécies:
| - Argomuellera basicordata - Argomuellera calcicola - Argomuellera danguyana - Argomuellera decaryana - Argomuellera gigantea | - Argomuellera lancifolia - Argomuellera macrophylla - Argomuellera perrieri - Argomuellera pierlotiana - Argomuellera reticulata | - Argomuellera rigidifolia - Argomuellera sessilifolia - Argomuellera trewioides |